# Trichomyia repanda
Trichomyia repanda är en tvåvingeart som beskrevs av Duckhouse 1978. Trichomyia repanda ingår i släktet Trichomyia och familjen fjärilsmyggor. Inga underarter finns listade i Catalogue of Life.